# Joryma engraulidis
Joryma engraulidis là một loài chân đều trong họ Cymothoidae. Loài này được Barnard miêu tả khoa học năm 1936.